# Associazione Calcio Carpi 1930-1931
Questa pagina raccoglie le informazioni riguardanti l'Associazione Calcio Carpi nelle competizioni ufficiali della stagione 1930-1931.

## Stagione
Nella stagione 1930-1931 il Carpi ha disputato il girone A del campionato di Prima Divisione. Con i 12 punti si è piazzato all'ultimo posto in classifica retrocedendo in Seconda Divisione. È stato successivamente riammesso per allargamento dei quadri della Prima Divisione 1931-1932.

## Rosa
| N. |                   | Ruolo | Calciatore                |
| -- | ----------------- | ----- | ------------------------- |
|    | Italia (bandiera) | D     | Azio Battini              |
|    | Italia (bandiera) | C     | Roberto Bertolacelli      |
|    | Italia (bandiera) | C     | Zelindo Caliumi           |
|    | Italia (bandiera) | D     | Aldes Casali              |
|    | Italia (bandiera) | C     | Eraldo Ferrari            |
|    | Italia (bandiera) | A     | Giovan Battista Focherini |
|    | Italia (bandiera) | C     | Astro Galli               |
|    | Italia (bandiera) | C     | Ciro Gasparini            |
|    | Italia (bandiera) | C     | Rodolfo Gorgò             |
|    | Italia (bandiera) | D     | Arnaldo Guandalini        |

| N. |                   | Ruolo | Calciatore           |
| -- | ----------------- | ----- | -------------------- |
|    | Italia (bandiera) | P     | Alderico Pinotti     |
|    | Italia (bandiera) | D     | Maino Sabbadini      |
|    | Italia (bandiera) | A     | Luigi Saetti         |
|    | Italia (bandiera) | P     | Amilcare Sala        |
|    | Italia (bandiera) | A     | Goffredo Sgarbi      |
|    | Italia (bandiera) | C     | Enzo Silingardi      |
|    | Italia (bandiera) | A     | Ermenegildo Tarabini |
|    | Italia (bandiera) | D     | Leonio Tirelli       |
|    | Italia (bandiera) | C     | Archimede Tirelli    |
|    | Italia (bandiera) | A     | Gogliardo Turrini    |